# Philipp Grüll
Philipp Grüll (* 1982 in Straubing) ist ein deutscher Journalist. Er ist Redakteur beim Bayerischen Rundfunk und Autor von TV-Dokumentationen für Das Erste, Arte und das BR Fernsehen. Für die ARD porträtierte er unter anderem Olaf Scholz, Annalena Baerbock, Friedrich Merz und Franz Beckenbauer. Außerdem war er an internationalen Enthüllungen wie den Xinjiang Police Files und an zahlreichen Recherchen zum Thema Waffenhandel beteiligt. Er ist einer der Autoren des Spiegel-Bestsellers Die Jagd auf das chinesische Phantom. Der gefährlichste Waffenhändler der Welt oder: Die Ohnmacht des Westens. 2015 deckte er mit dem damaligen SZ-Journalisten Frederik Obermaier den Bayern-Ei-Skandal auf. Für seine Arbeit wurde er mehrfach ausgezeichnet.

## Leben und Arbeit
Nach dem Abitur am Johannes-Turmair-Gymnasium in Straubing studierte Philipp Grüll Kommunikationswissenschaft, Politikwissenschaft und Rechtswissenschaft in München und Venedig. Während des Studiums war er als freier Journalist unter anderem für den Bayerischen Rundfunk und die Süddeutsche Zeitung tätig. Von 2008 bis 2010 volontierte er beim Bayerischen Rundfunk. Danach war er unter anderem Redakteur beim ARD-Politikmagazin report München. Derzeit ist er Redakteur in der Redaktion Dokumentationen des Bayerischen Rundfunks und arbeitet als Filmautor für Das Erste und Arte.

## Filmografie (Auswahl)
- 2013: Bayern und der braune Terror (BR Fernsehen, mit Stefan Meining)
- 2014: Mord in Titos Namen. Geheime Killerkommandos in Deutschland (Das Erste, mit Frank Hofmann)
- 2015: Die Akte Zschäpe. Die letzten Rätsel des NSU (Das Erste, mit Inga Klees, Ulrich Neumann und Marcus Weller)
- 2016: Geheimnisvolle Orte: Pullach (Das Erste, mit Matthias Sebening)
- 2017: Die Wahl und das Netz (Das Erste, mit Sebastian Kemnitzer und Anna Tillack)
- 2017: Gegen die Marihuana-Mafia. Wo Cannabis und Kriminalität blühen (Arte, mit Karl Hoffmann)
- 2017: Die Stille nach dem Beben. Über den schwierigen Neuanfang in Mittelitalien (Arte, mit Karl Hoffmann)
- 2018: Bomben für die Welt. Wie Deutschland an Kriegen und Krisen verdient (Das Erste, mit Karl Hoffmann)
- 2020: Der Fall Wirecard. Von Sehern, Blendern und Verblendeten (Das Erste, mit Arne Meyer-Fünffinger, Josef Streule und Sabina Wolf)
- 2021: Die wollen da rein. Der Kampf ums Kanzleramt (Das Erste, mit Ben Bolz)
- 2023: Wanted: Der gefährlichste Waffenhändler der Welt (Bayerischer Rundfunk, mit Frederik Obermaier und Bastian Obermayer)
- 2024: Beckenbauer (Das Erste, mit Christoph Nahr)
- 2024: Die Merz-Strategie – Wohin steuert die CDU? (Das Erste, mit Ben Bolz, Johannes Lenz und Lucas Stratmann)
- 2024: Ausgesetzt in der Wüste – Europas tödliche Flüchtlingspolitik (Das Erste, mit Erik Häußler)

## Publikationen
- mit Christoph Giesen, Frederik Obermaier und Bastian Obermayer: Die Jagd auf das chinesische Phantom. Der gefährlichste Waffenhändler der Welt oder: Die Ohnmacht des Westens. Kiepenheuer & Witsch, Köln 2023, ISBN 978-3-462-00139-6.

## Auszeichnungen und Nominierungen
- 2015: Axel-Springer-Preis für junge Journalisten[3]
- 2015: Dr.-Georg-Schreiber-Medienpreis[4]
- 2016: Dr.-Georg-Schreiber-Medienpreis[5]
- 2016: Nominierung Shortlist Nannen Preis, Kategorie Investigation[6]
- 2016: Hermann-Schulze-Delitzsch-Preis[7]
- 2018: Nominierung Prix Europa, Kategorie Best European TV-Investigation of the Year[8]
- 2023: IJ4EU Impact Award[9]
- 2024: Nominierung SPORTEL Awards Monaco, Kategorie Best Biopic[10]
- 2025: Nominierung Grimme-Preis, Kategorie Information & Kultur[11]
- 2025: Nominierung Deutscher Hörfilmpreis, Kategorie Dokumentation[12]
- 2025: AIPS Sport Media Award, Kategorie Video Athlete Profile[13]
- 2025: Nominierung stern-Preis, Kategorie Dokumentation[14]
- 2025: Civis Video Award, Kategorie Information[15]